# Z śmierci wstał ninie Chrystus Pan
Z śmierci wstał ninie Chrystus Pan – polska średniowieczna pieśń wielkanocna.
Pieśń zapisana została w Kancjonale Przeworszczyka z 1435, mogła jednak powstać na końcu XIV lub początku XV wieku. Stanowi przekład łacińskiego tropu Surrexit Christus hodie. Utwór składa się z siedmiu dwuwersowych zwrotek, pisanych nieregularnym ośmiozgłoskowcem z rymami parzystymi. Pieśń rozpoczyna się radosną aklamacją i przypomnieniem zbawczej śmierci Chrystusa. Po niej następuje motyw trzech niewiast idących do grobu Jezusa. Na zakończenie umieszczona jest pochwała Trójcy Świętej. 